# Rangeomorpha
Los rangeomorfos (Rangeomorpha) son fósiles frondomorfos del período Ediacárico que aparecieron hace unos 575 Ma (millones de años) y se extinguieron hace 538 Ma al inicio del Cámbrico. Constituyen más de tres cuartas partes de los hallazgos fósiles en algunas localidades. Habitaron sobre el fondo marino, desde zonas costeras hasta una profundidad de 2000 metros.

## Características
Era un organismo modular cuya forma recuerda la fronda de un helecho. Era ramificado y cada rama, también subdividida, se parece al organismo en sí; por lo que se puede decir que todo el organismo era fractal en tres o cuatro niveles. Las ramas podían estar libres dependiendo de la especie, o estaban conectadas por una membrana. Era inmóvil y estaba plantado mediante un anclaje bulboso. A veces solo fosilizaba el anclaje, por lo que era frecuentemente confundido con pequeños medusoides.
No tenían boca ni intestinos, por lo que su alimentación habría sido por ósmosis, o tal vez por filtración. No hay gónadas, aunque no se descarta la reproducción sexual.

## Galería

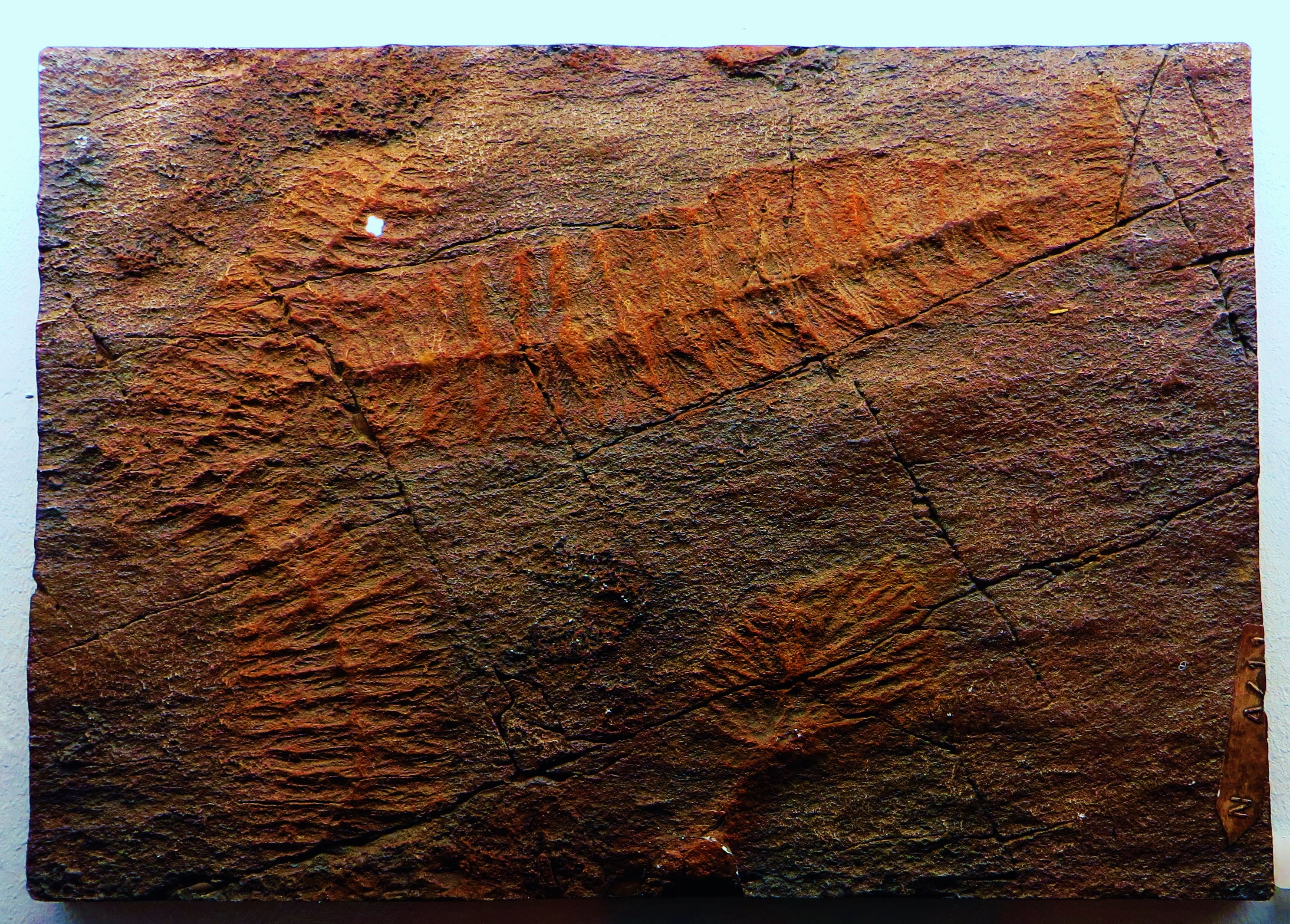
Rangea
Bradgatia
Pectinifrons
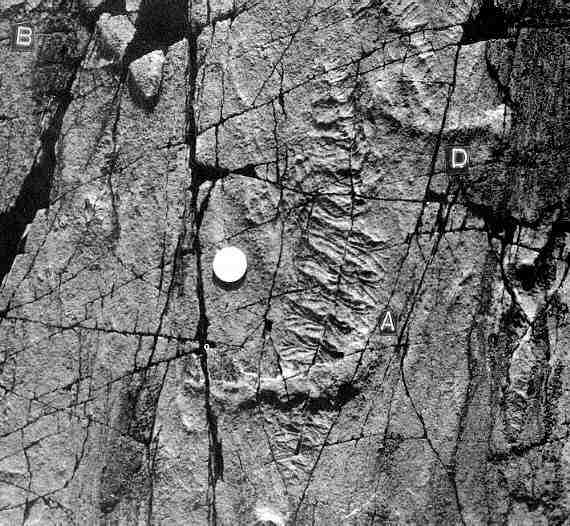
Fractofusus
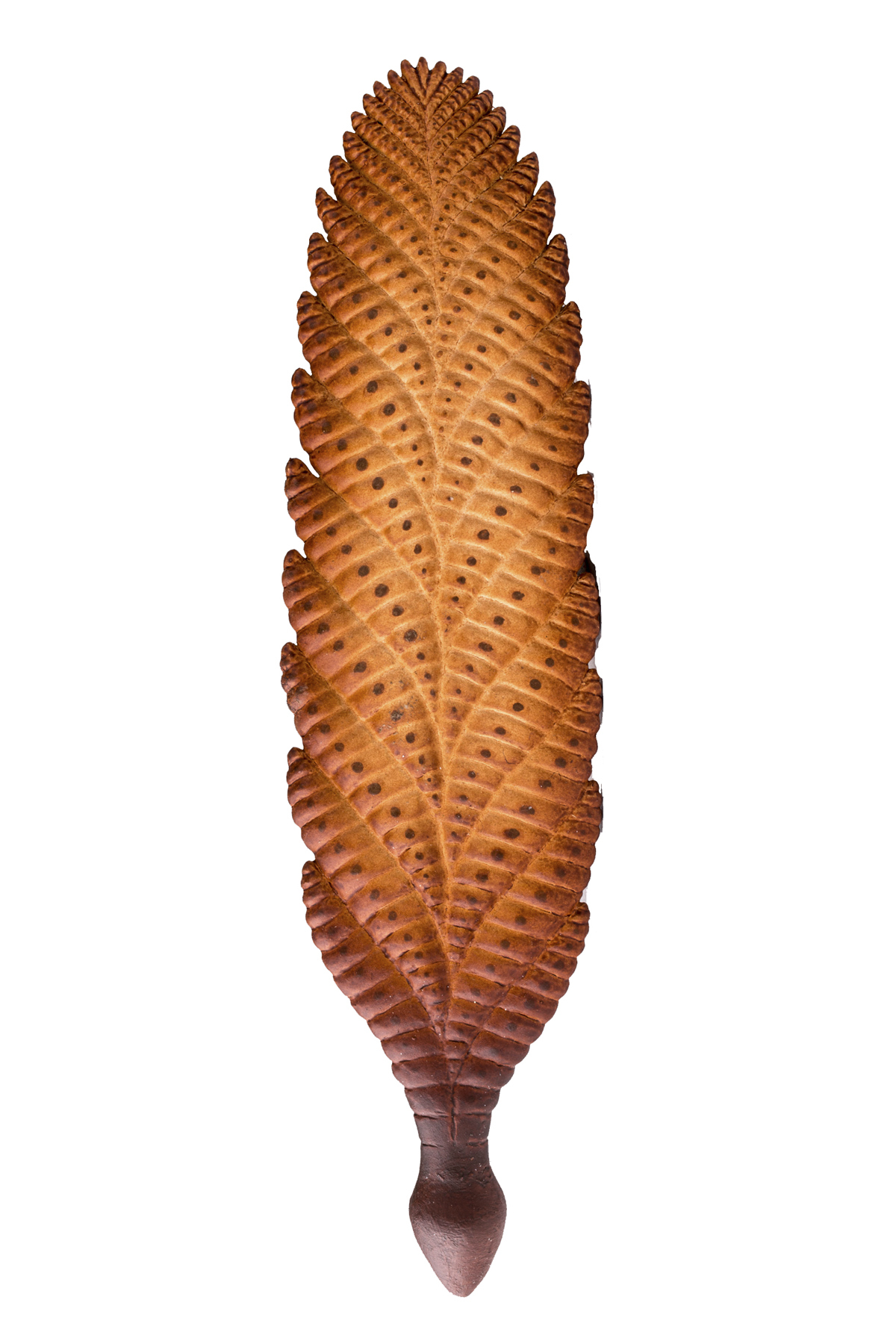
Charnia
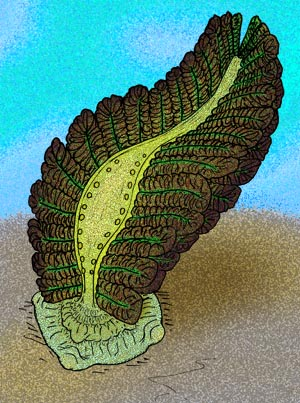
Bomakellia
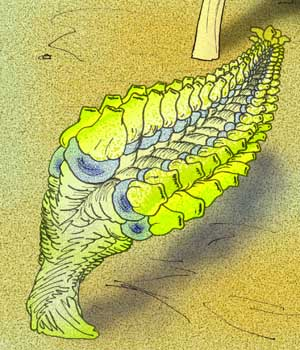
Pambikalbae